# Infrarotfilter
Unter dem Begriff Infrarotfilter werden optische Filter verstanden welche im Infraroten Spektralbereich arbeiten. Dabei wird zwischen zwei unterschiedlichen Filtereigenschaften von Infrarotfilter unterschieden wie den Infrarot durchlassenden Filter und den sperrenden Filtern.

## Infrarot durchlassende Filter
In der Infrarotfotografie, bei Infrarotscheinwerfern und Empfängern für Infrarotfernbedienungen und -lichtschranken dient ein Infrarotfilter dazu, sichtbares Licht weitgehend oder gänzlich auszufiltern bzw. zu absorbieren. Diese Filter bestehen aus Glas oder Kunststoff.

## Infrarot sperrende Filter

Die rote Kurve zeigt den Extinktionskoeffizienten von Wasser

Vor dem Bildsensor von Digitalkameras und Videokameras befindet sich in der Regel ein Infrarot-Sperrfilter (auch  Infrarot-Filter, „IR-Cut“, „Hotmirror“), der das Einfallen von Infrarotlicht vermeiden soll. Damit werden störende Einflüsse der IR-Strahlung auf die Abbildungsqualität des Sensors vermieden. Das können Unschärfen oder Farbverfälschungen sein. Diese Filter sind Interferenzfilter bzw. dichroitische Filter.
In Scheinwerfern und Projektoren verwendet man oft Filtergläser, um die Abstrahlung der Leuchtmittel (insbesondere Glühlampen) im Infrarot zu verringern und somit die Erwärmung der beleuchteten Objekte (Dia, Film, Sprecher) zu verringern. Dies sind ebenfalls Infrarot-Sperrfilter, man nennt sie Wärmeschutzfilter.
Besonders einfach zu realisieren ist ein „Wasserfilter“, eine quaderförmige, mit Wasser gefüllte Küvette, bei der das Licht durch eine mindestens 1 cm dicke Wasserschicht läuft. Solche Filter wurden früher eingesetzt, um den starken IR-Anteil des Lichtes einer Kohlebogenlampe zu reduzieren. Die thermische Belastbarkeit ist erheblich größer als bei dünnen Folienfiltern. Im Bild sieht man auch, dass der Extinktionskoeffizient von Wasser im IR-Bereich mehr als tausendmal höher ist als im sichtbaren Bereich.
Siehe auch: Absorptionsverhalten und Farbe von Wasser

## Dichroitische Infrarotfilter
Durch dichroitische Filterschichten (Interferenzfilter) auf den Glaskolben von Glühlampen (IRC-Halogenglühlampen) gelingt es, deren Lichtausbeute zu steigern, indem selektiv der infrarote Strahlungsanteil zurück auf den Glühfaden reflektiert wird. Da die Filter auch den langwelligen (roten) Teil des sichtbaren Spektrums etwas begrenzen, erhöht sich dadurch die Farbtemperatur. Diese Beschichtungen stellen ein Infrarot-Sperrfilter dar.
Der Schirm von Kaltlichtspiegellampen trägt einen dichroitischen Infrarotfilter, das ausschließlich den sichtbaren Spektralanteil reflektiert. Die Folge ist ebenfalls eine erhöhte Farbtemperatur des abgestrahlten Lichtes und eine geringere Wärmewirkung im Lichtkegel, da der Infrarotanteil der Glühlampe durch den dichroitischen Reflektor hindurch nach hinten entweicht.